# 101. Kongress der Vereinigten Staaten
Der 101. Kongress der Vereinigten Staaten bezeichnet die Legislaturperiode von Repräsentantenhaus und Senat in den Vereinigten Staaten zwischen dem 3. Januar 1989 und dem 3. Januar 1991. Alle Abgeordneten des Repräsentantenhauses sowie ein Drittel der Senatoren (Klasse I) waren am 8. November 1988 bei den Kongresswahlen gewählt worden. In beiden Kammern gab es eine demokratische Mehrheit. Allerdings gewannen die Republikaner mit George H. W. Bush die Präsidentschaftswahlen. Der Kongress tagte in der amerikanischen Bundeshauptstadt Washington, D.C. Die Sitzverteilung im Repräsentantenhaus basierte auf der Volkszählung von 1980.

## Wichtige Ereignisse
Siehe auch 1989 und 1990
- 3. Januar 1989: Beginn der Legislaturperiode des 101. Kongresses.
- 20. Januar 1989: Der neue Präsident George H. W. Bush wird in sein Amt eingeführt.
- 23. Februar 1989: Der United States Senate Committee on Armed Services lehnt die Ernennung von John Tower zum Verteidigungsminister ab.
- 24. März 1989: Der Tanker Exxon Valdez läuft vor Alaska auf Grund und löst eine Ölpest aus.
- 20. Dezember 1989: US-Invasion in Panama

## Die wichtigsten Gesetze
In den Sitzungsperioden des 101. Kongresses wurden unter anderem folgende Bundesgesetze verabschiedet (siehe auch: Gesetzgebungsverfahren):
- 10. April 1989: Whistleblower Protection Act
- 12. November 1990: Water Resources Development Act of 1990
- 28. Oktober 1989: Flag Protection Act of 1989
- 22. Mai 1990: Biological Weapons Anti-Terrorism Act of 1989
- 26. Juli 1990: Americans with Disabilities Act
- 18. August 1990: Oil Pollution Act of 1990
- 25. September 1990: Hotel and Motel Fire Safety Act of 1990
- 30. Oktober 1990: Native American Languages Act of 1990
- 5. November 1990: Omnibus Budget Reconciliation Act of 1990
- 12. November 1990: Water Resources Development Act of 1990
- 15. November 1990: Administrative Dispute Resolution Act
- 16. November 1990: Native American Graves Protection and Repatriation Act
- 29. November 1990: Negotiated Rulemaking Act
- 29. November 1990: Immigration Act of 1990
- 1. Dezember 1990: Judicial Improvements Act of 1990

Außerdem wurde am 1. März 1989 die Berner Übereinkunft zum Schutz von Werken der Literatur und Kunst ratifiziert.

## Zusammensetzung nach Parteien

### Senat

Mehrheitsverhältnisse im Senat bei Eröffnung des 101. Kongresses
55 demokratische Senatoren
45 republikanische Senatoren

|                            | Partei (Schattierung zeigt Mehrheitspartei) | Partei (Schattierung zeigt Mehrheitspartei) | Total |   |
| -------------------------- | ------------------------------------------- | ------------------------------------------- | ----- | - |
|                            |                                             |                                             | Total |   |
| Demokraten                 | Republikaner                                | Vakant                                      | Total |   |
| Ende des 100. Kongresses   | 54                                          | 45                                          | 100   | 1 |
|                            |                                             |                                             |       |   |
| 101. Kongress Ende         | 55                                          | 45                                          | 100   | 0 |
| Beginn des 102. Kongresses | 56                                          | 44                                          | 100   | 0 |

### Repräsentantenhaus
|                            | Partei (Schattierung zeigt Mehrheitspartei) | Partei (Schattierung zeigt Mehrheitspartei) | Partei (Schattierung zeigt Mehrheitspartei) | Total |   |
| -------------------------- | ------------------------------------------- | ------------------------------------------- | ------------------------------------------- | ----- | - |
|                            |                                             |                                             |                                             | Total |   |
| Demokraten                 | Republikaner                                | Sonstige                                    | Vakant                                      | Total |   |
| Ende des 100. Kongresses   | 258                                         | 177                                         | 0                                           | 435   | 0 |
|                            |                                             |                                             |                                             |       |   |
| 101. Kongress Ende         | 260                                         | 175                                         | 0                                           | 433   |   |
| Beginn des 102. Kongresses | 270                                         | 164                                         | 1                                           | 435   |   |

Außerdem gab es noch fünf nicht stimmberechtigte Kongressdelegierte.

## Amtsträger
Updaten

### Senat
- Präsident des Senats: George H. W. Bush (R) bis zum 20. Januar 1989 dann Dan Quayle (R)
- Präsident pro tempore: Robert Byrd (D)

#### Führung der Mehrheitspartei
- Mehrheitsführer: George Mitchell (D)
- Mehrheitswhip: Alan Cranston (D)

#### Führung der Minderheitspartei
- Minderheitsführer: Bob Dole (R)
- Minderheitswhip: Alan Simpson (R)

### Repräsentantenhaus
- Sprecher des Repräsentantenhauses: Jim Wright (D) bis zum 6. Juni 1989 dann Tom Foley (D)

#### Führung der Mehrheitspartei
- Mehrheitsführer: Tom Foley (D) bis zum 6. Juni 1989 dann Richard Gephardt (D)
- Mehrheitswhip: Tony Coelho (D) bis zum 15. Juni 1989 dann William H. Gray

#### Führung der Minderheitspartei
- Minderheitsführer: Robert H. Michel (R)
- Minderheitswhip: Dick Cheney (R) bis zum 20. März 1989 dann Newt Gingrich (R)

## Senatsmitglieder
Im 101. Kongress vertraten folgende Senatoren ihre jeweiligen Bundesstaaten:
| Alabama - 2. Howell Heflin (D) - 3. Richard Shelby (D) Alaska - 2. Ted Stevens (R) - 3. Frank Murkowski (R) Arizona - 1. Dennis DeConcini (D) - 3. John McCain (R) Arkansas - 2. David Pryor (D) - 3. Dale Bumpers (D) Kalifornien - 1. Pete Wilson (R) - 3. Alan Cranston (D) Colorado - 2. William L. Armstrong (R) - 3. Tim Wirth (D) Connecticut - 1. Joe Lieberman (D) - 3. Chris Dodd (D) Delaware - 1. William V. Roth (R) - 2. Joe Biden (D) Florida - 1. Connie Mack III (R) - 3. Bob Graham (D) Georgia - 2. Sam Nunn (D) - 3. Wyche Fowler (D) Hawaii - 1. Spark Matsunaga (D) bis zum 15. April 1990 - Daniel Akaka (D) ab dem 16. Mai 1990 - 3. Daniel Inouye (D) Idaho - 2. James A. McClure (R) - 3. Steve Symms (R) Illinois - 2. Paul M. Simon (D) - 3. Alan J. Dixon (D) Indiana - 1. Richard Lugar (R) - 3. Dan Coats (R) Iowa - 2. Tom Harkin (D) - 3. Chuck Grassley (R) Kansas - 2. Nancy Landon Kassebaum (R) - 3. Bob Dole (R) Kentucky - 2. Mitch McConnell (R) - 3. Wendell Ford (D) Louisiana - 2. Bennett Johnston (D) - 3. John Breaux (D) Maine - 1. George J. Mitchell (D) - 2. William Cohen (R) Maryland - 1. Paul Sarbanes (D) - 3. Barbara Mikulski (D) Massachusetts - 1. Edward Kennedy (D) - 2. John Kerry (D) Michigan - 1. Donald W. Riegle (D) - 2. Carl Levin (D) Minnesota - 1. David Durenberger (R) - 2. Rudy Boschwitz (R) Mississippi - 1. Trent Lott (R) - 2. Thad Cochran (R) Missouri - 1. John Danforth (R) - 3. Kit Bond (R) | Montana - 1. Conrad Burns (R) - 2. Max Baucus (D) Nebraska - 1. Bob Kerrey (D) - 2. J. James Exon (D) Nevada - 1. Richard Bryan (D) - 3. Harry Reid (D) New Hampshire - 2. Gordon J. Humphrey (R) bis zum 4. Dezember 1990 - Robert C. Smith (R) ab dem 7. Dezember 1990 - 3. Warren Rudman (R) New Jersey - 1. Frank Lautenberg (D) - 2. Bill Bradley (D) New Mexico - 1. Jeff Bingaman (D) - 2. Pete Domenici (R) New York - 1. Daniel Patrick Moynihan (D) - 3. Al D’Amato (R) North Carolina - 2. Jesse Helms (R) - 3. Terry Sanford (D) North Dakota - 1. Quentin N. Burdick (D) - 3. Kent Conrad (D) Ohio - 1. Howard Metzenbaum (D) - 3. John Glenn (D) Oklahoma - 2. David L. Boren (D) - 3. Don Nickles (R) Oregon - 2. Mark Hatfield (R) - 3. Bob Packwood (R) Pennsylvania - 1. Henry John Heinz III (R) - 3. Arlen Specter (R) Rhode Island - 1. John Chafee (R) - 2. Claiborne Pell (D) South Carolina - 2. Strom Thurmond (R) - 3. Fritz Hollings (D) South Dakota - 2. Larry Pressler (R) - 3. Tom Daschle (D) Tennessee - 1. Jim Sasser (D) - 2. Al Gore (D) Texas - 1. Lloyd Bentsen (D) - 2. Phil Gramm (R) Utah - 1. Orrin Hatch (R) - 3. Jake Garn (R) Vermont - 1. Jim Jeffords (R) - 3. Patrick Leahy (D) Virginia - 1. Chuck Robb (D) - 2. John Warner (R) Washington - 1. Slade Gorton (R) - 3. Brockman Adams (D) West Virginia - 1. Robert Byrd (D) - 2. Jay Rockefeller (D) Wisconsin - 1. Herb Kohl (D) - 3. Bob Kasten (R) Wyoming - 1. Malcolm Wallop (R) - 2. Alan K. Simpson (R) |

## Mitglieder des Repräsentantenhauses
Folgende Kongressabgeordnete vertraten im 101. Kongress die Interessen ihrer jeweiligen Bundesstaaten:
| Alabama 7 Wahlbezirke - 1. Sonny Callahan (R) - 2. William Louis Dickinson (R) - 3. Glen Browder (D) ab dem 4. April 1989 - 4. Tom Bevill (D) - 5. Ronnie Flippo (D) - 6. Ben Erdreich (D) - 7. Claude Harris, Jr. (D) Alaska Staatsweite Wahl - Don Young (R) Arizona 5 Wahlbezirke - 1. John Jacob Rhodes III (R) - 2. Mo Udall (D) - 3. Bob Stump (R) - 4. Jon Kyl (R) - 5. Jim Kolbe (R) Arkansas 4 Wahlbezirke - 1. William Vollie Alexander (D) - 2. Tommy F. Robinson (D) wechselte am 28. Juli 1989 zu (R) - 3. John Paul Hammerschmidt (R) - 4. Beryl Anthony, Jr. (D) Kalifornien 45 Wahlbezirke - 1. Douglas H. Bosco (D) - 2. Wally Herger (R) - 3. Bob Matsui (D) - 4. Victor H. Fazio (D) - 5. Nancy Pelosi (D) - 6. Barbara Boxer (D) - 7. George Miller (D) - 8. Ron Dellums (D) - 9. Pete Stark (D) - 10. Don Edwards (D) - 11. Tom Lantos (D) - 12. Tom Campbell (R) - 13. Norman Mineta (D) - 14. Norman D. Shumway (R) - 15. Tony Coelho (D) bis zum 15. Juni 1989 - Gary Condit (D) ab dem 12. September 1989 - 16. Leon Panetta (D) - 17. Charles Pashayan (R) - 18. Richard H. Lehman (D) - 19. Robert J. Lagomarsino (R) - 20. Bill Thomas (R) - 21. Elton Gallegly (R) - 22. Carlos Moorhead (R) - 23. Anthony C. Beilenson (D) - 24. Henry Waxman (D) - 25. Edward R. Roybal (D) - 26. Howard Berman (D) - 27. Mel Levine (D) - 28. Julian C. Dixon (D) - 29. Augustus F. Hawkins (D) - 30. Matthew G. Martínez (D) - 31. Mervyn M. Dymally (D) - 32. Glenn M. Anderson (D) - 33. David Dreier (R) - 34. Esteban Edward Torres (D) - 35. Jerry Lewis (R) - 36. George Brown Jr. (D) - 37. Al McCandless (R) - 38. Bob Dornan (R) - 39. William E. Dannemeyer (R) - 40. Christopher Cox (R) - 41. William David Lowery (R) - 42. Dana Rohrabacher (R) - 43. Ron Packard (R) - 44. Jim Bates (D) - 45. Duncan Hunter (R) Colorado 6 Wahlbezirke - 1. Patricia Schroeder (D) - 2. David Skaggs (D) - 3. Ben Nighthorse Campbell (D) - 4. Hank Brown (R) - 5. Joel Hefley (R) - 6. Daniel Schaefer (R) Connecticut 6 Wahlbezirke - 1. Barbara B. Kennelly (D) - 2. Sam Gejdenson (D) - 3. Bruce Morrison (D) - 4. Christopher Shays (R) - 5. John G. Rowland (R) - 6. Nancy Johnson (R) Delaware Staatsweite Wahl - Tom Carper (D) Florida 19 Wahlbezirke - 1. Earl Dewitt Hutto (D) - 2. James W. Grant (D) wechselte am 21. Februar 1989 zu (R) - 3. Charles Edward Bennett (D) - 4. Craig T. James (R) - 5. Bill McCollum (R) - 6. Cliff Stearns (R) - 7. Sam Gibbons (D) - 8. Bill Young (R) - 9. Michael Bilirakis (R) - 10. Andy Ireland (R) - 11. Bill Nelson (D) - 12. Tom Lewis (R) - 13. Porter Goss (R) - 14. Harry A. Johnston (D) - 15. E. Clay Shaw (R) - 16. Lawrence J. Smith (D) - 17. William Lehman (D) - 18. Claude Pepper (D) bis zum 30. Mai 1989 - Ileana Ros-Lehtinen (R) ab dem 29. August 1989 - 19. Dante Fascell (D) Georgia 10 Wahlbezirke - 1. Lindsay Thomas (D) - 2. Charles Floyd Hatcher (D) - 3. Richard Ray (D) - 4. Ben Jones (D) - 5. John Lewis (D) - 6. Newt Gingrich (R) - 7. George Darden (D) - 8. J. Roy Rowland (D) - 9. Ed Jenkins (D) - 10. Doug Barnard (D) Hawaii 2 Wahlbezirke - 1. Pat Saiki (R) - 2. Daniel Akaka (D) bis zum 15. Mai 1990 - Patsy Mink (D) ab dem 22. September 1990 Idaho 2 Wahlbezirke - 1. Larry Craig (R) - 2. Richard H. Stallings (D) Illinois 22 Wahlbezirke - 1. Charles Hayes (D) - 2. Gus Savage (D) - 3. Marty Russo (D) - 4. George E. Sangmeister (D) - 5. Bill Lipinski (D) - 6. Henry Hyde (R) - 7. Cardiss Collins (D) - 8. Dan Rostenkowski (D) - 9. Sidney R. Yates (D) - 10. John Edward Porter (R) - 11. Frank Annunzio (D) - 12. Phil Crane (R) - 13. Harris W. Fawell (R) - 14. Dennis Hastert (R) - 15. Edward Rell Madigan (R) - 16. Lynn Morley Martin (R) - 17. Lane Evans (D) - 18. Robert H. Michel (R) - 19. Terry L. Bruce (D) - 20. Dick Durbin (D) - 21. Jerry Costello (D) - 22. Glenn Poshard (D) Indiana 10 Wahlbezirke - 1. Pete Visclosky (D) - 2. Philip R. Sharp (D) - 3. John P. Hiler (R) - 4. Jill Long Thompson (D) ab dem 28. März 1989 - 5. Jim Jontz (D) - 6. Dan Burton (R) - 7. John T. Myers (R) - 8. Frank McCloskey (D) - 9. Lee H. Hamilton (D) - 10. Andrew Jacobs Jr. (D) Iowa 6 Wahlbezirke - 1. Jim Leach (R) - 2. Tom Tauke (R) - 3. David R. Nagle (D) - 4. Neal Edward Smith (D) - 5. Jim Ross Lightfoot (R) - 6. Fred Grandy (R) Kansas 5 Wahlbezirke. - 1. Pat Roberts (R) - 2. Jim Slattery (D) - 3. Jan Meyers (R) - 4. Dan Glickman (D) - 5. Bob Whittaker (R) Kentucky 7 Wahlbezirke - 1. Carroll Hubbard (D) - 2. William Huston Natcher (D) - 3. Romano L. Mazzoli (D) - 4. Jim Bunning (R) - 5. Hal Rogers (R) - 6. Larry Hopkins (R) - 7. Carl C. Perkins (D) Louisiana 8 Wahlbezirke - 1. Bob Livingston (R) - 2. Lindy Boggs (D) - 3. Billy Tauzin (D) - 4. Jim McCrery (R) - 5. Jerry Huckaby (D) - 6. Richard H. Baker (R) - 7. Jimmy Hayes (D) - 8. Clyde C. Holloway (R) Maine 2 Wahlbezirke - 1. Joseph E. Brennan (D) - 2. Olympia Snowe (R) Maryland 8 Wahlbezirke - 1. Roy Dyson (D) - 2. Helen Delich Bentley (R) - 3. Ben Cardin (D) - 4. Charles Thomas McMillen (D) - 5. Steny Hoyer (D) - 6. Beverly Byron (D) - 7. Kweisi Mfume (D) - 8. Connie Morella (R) Massachusetts 11 Wahlbezirke - 1. Silvio O. Conte (R) - 2. Richard Neal (D) - 3. Joseph D. Early (D) - 4. Barney Frank (D) - 5. Chester G. Atkins (D) - 6. Nicholas Mavroules (D) - 7. Ed Markey (D) - 8. Joseph Patrick Kennedy II (D) - 9. Joe Moakley (D) - 10. Gerry Studds (D) - 11. Brian J. Donnelly (D) Michigan 18 Wahlbezirke - 1. John Conyers (D) - 2. Carl Pursell (R) - 3. Howard Wolpe (D) - 4. Fred Upton (R) - 5. Paul B. Henry (R) - 6. Milton Robert Carr (D) - 7. Dale E. Kildee (D) - 8. J. Bob Traxler (D) - 9. Guy Vander Jagt (R) - 10. Bill Schuette (R) - 11. Robert William Davis (R) - 12. David E. Bonior (D) - 13. George W. Crockett (D) - 14. Dennis M. Hertel (D) - 15. William D. Ford (D) - 16. John Dingell Jr. (D) - 17. Sander M. Levin (D) - 18. William Broomfield (R) Minnesota 8 Wahlbezirke - 1. Tim Penny (DFL= Democratic Farmer Labor Party) - 2. Vin Weber (R) - 3. Bill Frenzel (R) - 4. Bruce Vento (DFL) - 5. Martin Olav Sabo (DFL) - 6. Gerry Sikorski (DFL) - 7. Arlan Stangeland (R) - 8. Jim Oberstar (DFL) Mississippi 5 Wahlbezirke - 1. Jamie L. Whitten (D) - 2. Mike Espy (D) - 3. Sonny Montgomery (D) - 4. Michael Parker (D) - 5. Larkin I. Smith (R) bis zum 13. August 1989 - Gene Taylor (D) ab dem 17. Oktober 1989 | Missouri 9 Wahlbezirke - 1. Bill Clay (D) - 2. Jack Buechner (R) - 3. Dick Gephardt (D) - 4. Ike Skelton (D) - 5. Alan Wheat (D) - 6. Earl Thomas Coleman (R) - 7. Mel Hancock (R) - 8. Bill Emerson (R) - 9. Harold Volkmer (D) Montana 2 Wahlbezirke - 1. John Patrick Williams (D) - 2. Ron Marlenee (R) Nebraska 3 Wahlbezirke - 1. Doug Bereuter (R) - 2. Peter Hoagland (D) - 3. Virginia Smith (R) Nevada 2. Wahlbezirkel - 1. James Bilbray (D) - 2. Barbara Vucanovich (R) New Hampshire 2 Wahlbezirke - 1. Robert C. Smith (R) bis zum 7. Dezember 1990, danach blieb der Sitz vakant - 2. Chuck Douglas (R) New Jersey 14 Wahlbezirke - 1. James Florio (D) bis zum 16. Januar 1990 - Rob Andrews (D) ab dem 6. November 1990 - 2. William J. Hughes (D) - 3. Frank Pallone (D) - 4. Chris Smith (R) - 5. Marge Roukema (R) - 6. Bernard J. Dwyer (D) - 7. Matthew John Rinaldo (R) - 8. Robert A. Roe (D) - 9. Robert Torricelli (D) - 10. Donald M. Payne (D) - 11. Dean Gallo (R) - 12. Jim Courter (R) - 13. Jim Saxton (R) - 14. Frank Joseph Guarini (D) New Mexico 3 Wahlbezirke - 1. Steven Schiff (R) - 2. Joe Skeen (R) - 3. Bill Richardson (D) New York 34 Wahlbezirke - 1. George J. Hochbrueckner (D) - 2. Thomas Downey (D) - 3. Robert Mrazek (D) - 4. Norman F. Lent (R) - 5. Raymond J. McGrath (R) - 6. Floyd H. Flake (D) - 7. Gary Ackerman (D) - 8. James H. Scheuer (D) - 9. Thomas J. Manton (D) - 10. Charles Schumer (D) - 11. Ed Towns (D) - 12. Major Owens (D) - 13. Stephen J. Solarz (D) - 14. Guy Molinari (R) bis zum 31. Dezember 1989 - Susan Molinari (R) ab dem 20. März 1990 - 15. Bill Green (R) - 16. Charles B. Rangel (D) - 17. Theodore S. Weiss (D) - 18. Robert García (D) bis zum 7. Januar 1990 - José Serrano (D) ab dem 20. März 1990 - 19. Eliot Engel (D) - 20. Nita Lowey (D) - 21. Hamilton Fish IV (R) - 22. Benjamin A. Gilman (R) - 23. Michael R. McNulty (D) - 24. Gerald B. H. Solomon (R) - 25. Sherwood Boehlert (R) - 26. David O’Brien Martin (R) - 27. James T. Walsh (R) - 28. Matthew F. McHugh (D) - 29. Frank Horton (R) - 30. Louise Slaughter (D) - 31. Bill Paxon (R) - 32. John J. LaFalce (D) - 33. Henry J. Nowak (D) - 34. Amo Houghton (R) North Carolina 11 Wahlbezirke - 1. Walter B. Jones Sr. (D) - 2. Tim Valentine (D) - 3. Martin Lancaster (D) - 4. David Price (D) - 5. Stephen L. Neal (D) - 6. Howard Coble (R) - 7. Charles Grandison Rose (D) - 8. Bill Hefner (D) - 9. Alex McMillan (R) - 10. Cass Ballenger (R) - 11. James M. Clarke (D) North Dakota 1 Wahlbezirk (staatsweit) - 1. Byron Dorgan (D) Ohio 21 Wahlbezirke - 1. Tom Luken (D) - 2. Bill Gradison (R) - 3. Tony Hall (D) - 4. Michael Oxley (R) - 5. Paul Gillmor (R) - 6. Bob McEwen (R) - 7. Mike DeWine (R) - 8. Buz Lukens (R) bis zum 24. Oktober 1990 - 9. Marcy Kaptur (D) - 10. Clarence E. Miller (R) - 11. Dennis E. Eckart (D) - 12. John Kasich (R) - 13. Don Pease (D) - 14. Thomas C. Sawyer (D) - 15. Chalmers Wylie (R) - 16. Ralph Regula (R) - 17. James Traficant (D) - 18. Douglas Applegate (D) - 19. Ed Feighan (D) - 20. Mary Rose Oakar (D) - 21. Louis Stokes (D) Oklahoma 6 Wahlbezirke - 1. Jim Inhofe (R) - 2. Mike Synar (D) - 3. Wes Watkins (D) - 4. Dave McCurdy (D) - 5. Mickey Edwards (R) - 6. Glenn English (D) Oregon 5 Wahlbezirke - 1. Les AuCoin (D) - 2. Robert Freeman Smith (R) - 3. Ron Wyden (D) - 4. Peter DeFazio (D) - 5. Denny Smith (R) Pennsylvania 23 Wahlbezirke - 1. Thomas M. Foglietta (D) - 2. William H. Gray (D) - 3. Robert A. Borski (D) - 4. Joseph P. Kolter (D) - 5. Richard T. Schulze (R) - 6. Gus Yatron (D) - 7. Curt Weldon (R) - 8. Peter H. Kostmayer (D) - 9. Bud Shuster (R) - 10. Joseph M. McDade (R) - 11. Paul E. Kanjorski (D) - 12. John Murtha (D) - 13. Lawrence Coughlin (R) - 14. William J. Coyne (D) - 15. Donald L. Ritter (R) - 16. Robert Smith Walker (R) - 17. George Gekas (R) - 18. Doug Walgren (D) - 19. William F. Goodling (R) - 20. Joseph M. Gaydos (D) - 21. Tom Ridge (R) - 22. Austin Murphy (D) - 23. William F. Clinger (R) Rhode Island 2 Wahlbezirke - 1. Ronald Machtley (R) - 2. Claudine Schneider (R) South Carolina 6 Wahlbezirke. - 1. Arthur Ravenel (R) - 2. Floyd Spence (R) - 3. Butler Derrick (D) - 4. Liz J. Patterson (D) - 5. John Spratt (D) - 6. Robin Tallon (D) South Dakota 1 Wahlbezirk (staatsweit) - 1. Tim Johnson (D) Tennessee 9 Wahlbezirke - 1. Jimmy Quillen (R) - 2. Jimmy Duncan (R) - 3. Marilyn Lloyd (D) - 4. Jim Cooper (D) - 5. Bob Clement (D) - 6. Bart Gordon (D) - 7. Don Sundquist (R) - 8. John S. Tanner (D) - 9. Harold Ford Sr. (D) Texas 27 Wahlbezirke - 1. Jim Chapman (D) - 2. Charlie Wilson (D) - 3. Steve Bartlett (R) - 4. Ralph Hall (D) - 5. John Wiley Bryant (D) - 6. Joe Barton (R) - 7. William Archer Jr. (R) - 8. Jack Fields (R) - 9. Jack Bascom Brooks (D) - 10. J. J. Pickle (D) - 11. Marvin Leath (D) - 12. Jim Wright (D) bis zum 30. Juni 1989 - Preston M. Geren (D) ab dem 12. September 1989 - 13. Bill Sarpalius (D) - 14. Greg Laughlin (D) - 15. Kika de la Garza (D) - 16. Ronald D. Coleman (D) - 17. Charles Stenholm (D) - 18. Mickey Leland (D) bis zum 7. August 1989 - Craig Anthony Washington (D) ab dem 9. Dezember 1989 - 19. Larry Combest (R) - 20. Henry B. Gonzalez (D) - 21. Lamar S. Smith (R) - 22. Tom DeLay (R) - 23. Albert Bustamante (D) - 24. Martin Frost (D) - 25. Michael A. Andrews (D) - 26. Dick Armey (R) - 27. Solomon P. Ortiz (D) Utah 3 Wahlbezirke - 1. James V. Hansen (R) - 2. Wayne Owens (D) - 3. Howard C. Nielson (R) Vermont 1 Wahlbezirk (staatsweit) - 1. Peter Plympton Smith (R) Virginia 10 Wahlbezirke - 1. Herbert H. Bateman (R) - 2. Owen B. Pickett (D) - 3. Thomas J. Bliley (R) - 4. Norman Sisisky (D) - 5. Lewis F. Payne (D) - 6. Jim Olin (D) - 7. D. French Slaughter (R) - 8. Stanford Parris (R) - 9. Rick Boucher (D) - 10. Frank Wolf (R) Washington 8 Wahlbezirke - 1. John Ripin Miller (R) - 2. Al Swift (D) - 3. Jolene Unsoeld (D) - 4. Sid Morrison (R) - 5. Tom Foley (D) - 6. Norman D. Dicks (D) - 7. Jim McDermott (D) - 8. Rod Chandler (R) West Virginia 4 Wahlbezirke - 1. Alan Mollohan (D) - 2. Harley Staggers Jr. (D) - 3. Bob Wise (D) - 4. Nick Rahall (D) Wisconsin 9 Wahlbezirke - 1. Les Aspin (D) - 2. Robert Kastenmeier (D) - 3. Steven Gunderson (R) - 4. Jerry Kleczka (D) - 5. Jim Moody (D) - 6. Tom Petri (R) - 7. Dave Obey (D) - 8. Toby Roth (R) - 9. Jim Sensenbrenner (R) Wyoming Staatsweite Wahlen - Dick Cheney (R) bis zum 17. März 1989 - Craig L. Thomas (R) ab dem 26. April 1989 |

Nicht stimmberechtigte Mitglieder im Repräsentantenhaus:
- Amerikanisch-Samoa
  - Eni Faleomavaega (D)
- District of Columbia
  - Walter E. Fauntroy (D)
- Guam
  - Vicente T. Blaz (R)
- Puerto Rico:
  - Jaime Fuster
- Amerikanische Jungferninseln
  - Ron de Lugo (D)